# جغرافیای تاریخی استان هرمزگان
جغرافیای تاریخی استان هرمزگان با تاریخ و جغرافیای خلیج فارس در هم آمیخته‌است. تا قرن چهارم پیش از میلاد، مدارک پراکنده‌ای بر پایه نوشتارهای تاریخ‌نگاری یونانی دربارهٔ خلیج فارس وجود دارد. ظاهراً در دوران بسیار کهن، اقوامی در سواحل غربی خلیج فارس و دشت‌های جنوبی و غربی ایران می‌زیسته‌اند. شواهدی نیز مبنی بر پیدایش و توسعه دریانوردی در آن دوران وجود دارد. از جمله می‌توان به دریانوردی بابلیان در قرن هفتم پیش از میلاد، در خلیج فارس اشاره کرد.

## نخستین مدرک
نخستین مدرک قطعی در خصوص دریانوردی در خلیج فارس، به زمان «نئار خورس» یا «نئارک»، دریاسالار اسکندر مقدونی، مربوط است. اسکندر پس از فتح سرزمین‌های اطراف رودخانه سند (هندوستان) ظاهراً از طریق مصب رودخانه سند و درا، به سوی مکران و تنگه هرمز و خلیج فارس حرکت کرد و در سال ۳۲۶ قبل از میلاد، از دهانه رودخانه سند گذشت، ولی طوفان و امواج سهمگین دریا وی را مجبور به بازگشت نمود.
اسکندر دریا سالار خود به نام نئارک (نئارخوس) با به عنوان سرپرست ناوگان دریایی رهسپار خلیج فارس کرد. نئارک پس از عبور از سواحل مکران، به بندر هرمز یا میناب کنونی رسید. نئارک در خلیج فارس به جزیره خالی از سکنه‌ای بنام «بارقانا» که گفته می‌شود همان جزیره هرمز یا لارک یا «اوآراکنا» یا کیش کنونی است، رسید. نئارک چنین گفته‌است که هیچ‌یک از سواحل را در طول سفر دریایی خود مانند سواحل خلیج فارس آباد و مزروع ندیده‌است.

## اردشیر بابکان و جزیره هرمز
تاریخ مکتوب بندر هرمز از زمان اردشیر بابکان آغاز می‌شود. مورخین شرقی و اروپایی چنین گفته‌اند که روزگار آبادانی بندر هرمز بین سال‌های ۲۴۱–۲۱۱ میلادی بوده، ولی پس از ظهور اسلام و سقوط دولت ساسانیان، به عنوان یکی از مهم‌ترین مراکز داد و ستد شرق معروفیت پیدا کرده‌است.
در سال‌های ۷۵۰–۶۶۱ میلادی، منطقه خلیج فارس جزو قلمرو خلافت اموی و سپس جزو قلمرو خلافت عباسی، در سال‌های بسیاری از مورخین، این راه دریایی را با اهمیت تراز جاده معروف که به نام جاده ابریشم (طریق الحریر) یا شاخه مهمی از آن می‌دانند.
مارکوپولو، جهانگرد مشهور ایتالیایی در سال‌های ۱۲۷۲و۱۲۹۳ میلادی از بندر هرمز دیدن کرد. وی گزارش کرده‌است که جواهرات ایران عاج و ابریشم هند و چین و مروارید بحرین در بازارهای بندر هرمز خرید و فروش می‌شده‌است.
در سال ۱۳۰۰ میلادی سیف‌الدین پادشاه بومی بندر هرمز از ترس حمله مغول‌ها بندر هرمز را ترک و به جزیره هرمز «جردم» عزیمت کرد و در آنجا شهر دیگری بنا نهاد.
در سال ۱۴۵۳ میلادی هنگامی که قسطنطنیه به دست سلطان محمد فاتح سقوط کرد ارتباط زمینی اروپاییان با آسیا گسسته شد. در سال ۱۴۹۷ میلادی برای اولین بار استعمارگران غربی به فرمانروایی «واسکودوگاما» در بنادر خلیج فارس پیاده شدند.

## خلیج فارس و پرتغالی‌ها
در سال ۱۵۰۶ میلادی پرتغالی‌ها به عنوان محافظت از منافع پرتغال در برابر تجاوز مصری و ونیزی به رهبری «آلفونسو دالبوکرک» با هفت کشتی جنگی جزیره هرمز را محاصره نمودند. بندر هرمز در این زمان کلید تجاری خلیج فارس محسوب می‌شد و راه ادویه کاز در کنار همین بندر از تنگه هرمز عبور می‌کرد.
سقوط هرمز که از نظر تجاری و نظامی برای دولت ایران اهمیت داشت با جدا شدن هرمز به سبب گرفتاری‌های ناشی از جنگ با عثمانیان به بیرون راندن پرتغالی‌ها موفق نشد و پیمانی با آنان منعقد نمود که به موجب آن پرتغالی‌ها می‌بایست در لشکرکشی به بحرین شاه اسماعیل را مساعدت می‌کردند. با این پیمان تسلط پرتغالی‌ها بر خلیج فارس تا مدتی نثبیت شد ولی شاه عباس بزرگ پس در سال ۱۶۲۲ با کمک قوای انگلیس توانست با فتح هرمز حاکمیت پرتغالی‌ها بر خلیج فارس را پایان دهد.

## هلند و انگلیس و خلیج فارس
هلندی‌ها در سال ۱۰۰۴ هجری قمری تجارتخانه‌ای در بندرعباس تأسیس کردند و به دنبال آن رقابت بین هلند و انگلستان شدت گرفت. در اواخر دوره سلطنت شاه عباس صفوی دولت ایران به لغو معافیت گمرکی واردات و صادرات هلندی‌ها اقدام کرد.
هلندی‌ها به حصار جزیره قشم هجوم آوردند و برای جلوگیری از تجارت انگلیس چند کشتی جنگی به تنگه هرمز و بندرعباس اعزام کردند. دولت ایران ضمن تقاضای صلح به هلندی‌ها اجازه داد که در هر نقطه‌ای از ایران به تجارت ابریشم اقدام کنند و از معافیت گمرکی در واردات برخوردار شوند.
در همین زمان با تیره شدن روابط بین هلند و انگلیس در اروپا، هلندی‌ها به کشتی‌های انگلیس در جاسک حمله کردند و قشم را به دست گرفتند، بندرعباس را گلوله‌باران کردند دژ مستحکمی را در نزدیکی تجارتخانه خود در بندرعباس احداث نمودند برای نزدیکی بیشتر با دهانه خلیج فارس تأسیسات تجاری خود را به جزیره خارک منتقل کردند و از پرداخت اجاره‌بهای خارک به میر مهنا حاکم بندر ریگ و جزیره بیرون راند. بدین ترتیب هلندی‌ها که مرکز تجاری خود را از بندرعباس برچیده بودند عملاً از خلیج فارس خارج شدند.

## کمپانی هند شرقی وخلیج فارس
با تشکیل و رسمیت یافتن کمپانی هند شرقی دولت انگلیس سیاست گسترده استعماری خود را علیه ایران به کار گرفت و در اندک مدتی بر سراسر سواحل خلیج فارس تسلط یافت. دولت انگلیس و عمال کمپانی هند شرقی با نیرنگ از اتحاد قدرت‌های محلی جلوگیری کردند و با ایجاد جنگ‌های منطقه‌ای موجبات ضعف آنها را فراهم آوردند. در این دوره سیاست انگلیس در خلیج فارس ایجاد شیخ‌نشین‌های متعدد و کوچک بود تا از اتحاد آن‌ها در مقابل خود جلوگیری کند.
خلیج فارس بعد از جنگ جهانی اول، نه تنها به عنوان یک معبر دریایی تجاری بسیارمهم، بلکه به عنوان بزرگ‌ترین کانون نفت و منبع مهم رشد صنایع، اهمیت اقتصادی و استراتژیکی فراوانی یافت، به‌طوری‌که کلیه طرف‌های تجاری خارجی ایران به ویژه انگلیس با جدیت تمام تلاش کردند حضور فیزیکی خود را در خلیج فارس حفظ کنند.
موقعیت استراتژیکی استان هرمزگان در دهه‌های بعدی نیز توجه ویژه به این منطقه را برای دولت‌های و کشورهای خارجی الزامی می‌ساخت.
در زیر، فشرده‌ای از پیشینه تاریخی مناطق مهم استان آورده می‌شود تا سیمای تاریخی و سیاسی این خطه از کشور پهناور ایران بیش از پیش روشن گردد.